# Maricarmen Alva
María del Carmen Alva Prieto (Lima, 24 de febrero de 1967), más conocida como Maricarmen Alva, es una abogada, empresaria y política peruana. Es congresista de la república para el periodo 2021-2026 y fue presidenta del Congreso de la República durante el periodo anual de sesiones 2021-2022.

## Biografía

### Familia
Nació el 24 de febrero de 1967 en la ciudad peruana de Lima. Hija del exdiputado Miguel Alva Orlandini, hermano del líder histórico de Acción Popular Javier Alva Orlandini, y de María del Carmen Prieto Pérez. Su abuelo José Felipe Alva y Alva fue senador por Cajamarca y decano del Colegio de Abogados de Trujillo.
Está casada y tiene tres hijos.

### Formación
Realizó sus estudios escolares en el Colegio Reina de los Ángeles, una institución privada, en la ciudad de Lima.
Estudió la carrera de Derecho en la Universidad de Lima, donde se graduó como abogada. Obtuvo un postítulo en Derecho del Trabajo en la Pontificia Universidad Católica del Perú. 
Estudió un máster en Dirección y Gestión de los Sistemas de la Seguridad Social, en la Universidad de Alcalá, en España, y una maestría en Gerencia Pública en el Instituto de Gobierno de la Universidad de San Martín de Porres, programa por el cual también obtuvo un máster en Gerencia Pública en la EUCIM Business School.

### Trayectoria
Fue jefa de práctica de Derecho Administrativo en la Universidad de Lima. Posteriormente, de 1994 a 2002, laboró en la Gerencia Legal de la Oficina de Normalización Previsional.
Se ha desempeñado como asesora de la alta dirección y coordinadora parlamentaria del Ministerio de Trabajo y Promoción del Empleo. Además, fue consultora de la Corporación Alemana al Desarrollo (GIZ).

## Vida política
Es militante de Acción Popular, donde fue miembro del Comité Ejecutivo Nacional, secretaria de asuntos electorales, vicesecretaria de política del Comité Ejecutivo Departamental de Lima y vocal del Tribunal de Disciplina.
Para las elecciones generales de 2006, fue miembro de la Comisión del Plan de Gobierno en temas de gestión pública para la candidatura presidencial de Valentín Paniagua. En esas elecciones, Alva inició su carrera política postulando al Congreso de la República por el Frente de Centro. Sin embargo, no resultó elegida.
En las elecciones municipales de 2010, fue elegida regidora de Santa María del Mar por Acción Popular. Y también teniente alcaldesa, durante la gestión de Viviana Roda Scheuch, para el periodo municipal 2011-2014.
Desde 2012 hasta 2016, se desempeñó como asesora de la bancada Acción Popular - Frente Amplio. Específicamente a los 5 congresistas acciopopulistas:
- Víctor Andrés García Belaúnde por Lima Metropolitana.
- Yonhy Lescano Ancieta por Lima Metropolitana.
- Mesías Guevara por Cajamarca.
- Leonardo Inga por Loreto.
- Manuel Merino por Tumbes.

En las elecciones parlamentarias de 2020, intentó nuevamente postular al Congreso de la República, por Acción Popular, pero no resultó elegida.

### Congresista

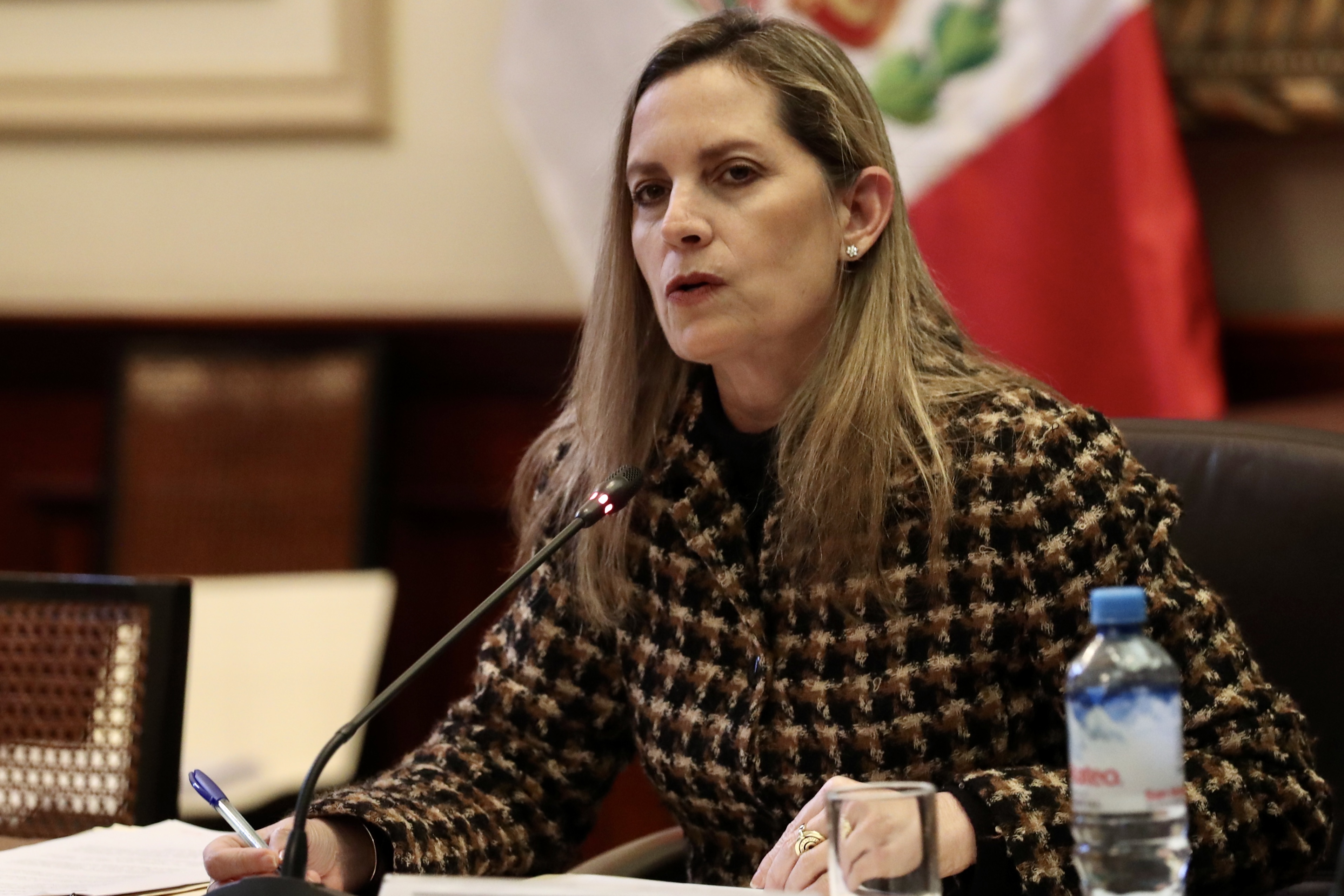
Alva como presidenta de la Comisión de Relaciones Exteriores del Congreso de la República en 2022.

En las elecciones generales de 2021, fue elegida congresista de la república por Acción Popular, con 25 219 votos, para el periodo parlamentario 2021-2026.
El 27 de julio de 2021, fue elegida presidenta del Congreso de la República para el periodo anual de sesiones 2021-2022. Fue sucedida por Lady Camones.
Como diputada, defendió proyectos de ley considerados desfavorables para los trabajadores, como la prolongación de la jornada laboral, disposiciones que facilitaban los despidos o el rechazo de proyectos de seguridad social. Luchó contra el presidente Pedro Castillo, solicitando su destitución.
En el periodo 2022-2023, siguiendo la costumbre parlamentaria, fue elegida presidenta de la Comisión de Relaciones Exteriores.

## Polémicas

### Agresiones verbales y violencia física
Maricarmen Alva fue blanco de polémicas durante su gestión como presidenta del Parlamento, además de su comportamiento explosivo, en que recibió el peculiar apodo de «Malcricarmen». Para sus entrevistas, el medio Caretas comentó que como cualquier congresista «debía obtener un trato preferencial». En febrero de 2022, Alva tuvo una agresión verbal contra la alcaldesa del distrito de Ocoña, Marilú Gonzáles Porras, donde le decía que tenía que bajar el tono de voz porque «estaba en su casa», en alusión al Congreso de la República. Tras esto, fue blanco de críticas debido a su actitud de racismo.
Alva, además, causó controversia por el uso de lenguaje racista en varias de sus declaraciones. El 9 de julio de 2022, al realizar una visita al departamento de Piura, declaró que el Estado trabajaba para todos, incluidos «blancos e indios». Añadió, además, que la oposición «no tenemos un discurso divisionista, de lucha de clases». Tras este suceso, varias instituciones gubernamentales, así como políticos, medios de comunicación y la población en general mostraron su rechazo a la parlamentaria. La Defensoría del Pueblo rechazó «toda expresión que pueda generar discriminación al hacer alusión a aspectos raciales de personas [...] Funcionari[o]s públic[o]s y ciudadanía en general deben evitar cualquier adjetivación o estereotipos que históricamente han sido utilizados para discriminar», mientras que la congresista de Juntos por el Perú Ruth Luque acusó a Alva de que «tras 200 años de república, [sus] declaraciones demuestran que sigue viendo el país como una colonia». Varios historiadores criticaron a Alva ya que sus declaraciones demostraban una posición marcada de paternalismo, un tipo de discurso característico de los terratenientes y hacendados que legitima la división mediante el racismo y el menosprecio hacia la población indígena por su piel, cuya práctica se remota al periodo colonial español. Alva, en su defensa, comentó que su frase fue sacada de contexto, que en realidad es el gobierno de Pedro Castillo y sus aliados los que promueven la división entre la población y que «en mi boca no me van a poner temas de racismo nunca», además de sentirse orgullosa de sus «raíces cajamarquinas».
Bajo este contexto, Alva nuevamente causó polémica al agredir verbal y físicamente a la congresista Isabel Cortez, de Juntos por el Perú, durante una sesión en el Parlamento el 11 de agosto de 2022. Cortez, una extrabajadora de limpieza urbana de ascendencia indígena, se había desplazado de su escaño durante una discusión que tenían algunos parlamentarios tras unas declaraciones hechas por la parlamentaria Norma Yarrow, del partido de extrema derecha Renovación Popular (aliado del partido de Alva, Acción Popular), al acusar al Gobierno de Castillo de «venderse por un plato de lentejas», las cuales causaron protesta y alboroto entre los parlamentarios. Cortez se aproximó al escaño donde se encontraba Wilson Soto, colega de Alva, con varios congresistas también alrededor de él. Al encontrarse cara a cara con Alva, después de un diálogo, esta última jala y aprieta del brazo a Cortez de forma violenta y la amenaza. Tras recibir fuertes condenas por el hecho, Alva tuvo que pedir disculpas por su «reacción inadecuada». mientras que la bancada Cambio Democrático (de Juntos por el Perú) pidió una sanción contra ella.
En ese mismo día, se reveló también que Alva había insultado de forma racista al congresista Ilich López all llamarle «indio de mierda». El insulto se debió al fracaso de Alva en ser elegida presidenta de Relaciones Exteriores. Además, López declaró que Alva «[decía] que nos iba a destruir a nosotros y a nuestras familias, que íbamos a derramar lágrimas de sangre», en referencia a un grupo de parlamentarios del partido Acción Popular quienes se reunían en secreto con el presidente Castillo. López también reveló que Alva se encontraba muy alterada en la reunión que tuvo lugar para la votación, golpeaba la puerta de la habitación e insultaba.
En junio de 2023, cuando se acercó con la congresista Francis Paredes para convencer en aprobar un proyecto de ley sobre la bicameralidad, justificó que «gracias a mi carácter estamos en democracia». En ese mes, Alva refirió hacia los manifestantes la convulsión social al aludir que «muchos de ellos son exterroristas». Sin embargo, su baja aprobación parlamentaria, hizo que Alva animara a los electores que «vean bien a quien van a elegir».

### Participación en actividades políticas
Maricarmen Alva manifestó su postura anticomunista al señalar que Pedro Castillo «es un presidente que no tiene legitimidad». Además, señaló que la paralización de Puno, tras la destitución de Castillo a causa del intento de autogolpe de Estado, «son actos de terrorismo».
Además, durante el homenaje a los miembros de la operación Chavín de Huántar, Alva condecoró a Roberto Huamán Azcurra, quien habría sido mano derecha del condenado asesor presidencial Vladimiro Montesinos. Cuando se le preguntó sobre esta polémica, Alva defendió dicho reconocimiento y dijo que si habría sido mencionado es porque «debe ser un héroe».